# Radiometrische Staubmessung
Die radiometrische Staubmessung ist ein Verfahren zur Bestimmung von Schwebstaub und Staubemissionen. Für dieses Verfahren ist der Einsatz eines Betastrahlers notwendig. In der Literatur findet sich für Schwebstaub-Messgeräte, die nach dem Prinzip der radiometrischen Staubmessung arbeiten, die Bezeichnung β-Staubmeter oder Beta-Staubmeter.

## Verfahrensbeschreibung

Schematische Darstellung der radiometrischen Staubmessung. Legende: 1 – Lufteintritt; 2 – Filterband; 3 und 4 – Betastrahler; D1 und D2 – Zählrohre; 5 – Kompressor; 6 – Luftauslass.

Bei der radiometrischen Staubmessung wird mittels eines Kompressors der staubbeladene Gasstrom durch ein Filter geleitet, wodurch der Staub auf dem Filter abgeschieden wird. Anschließend wird die beaufschlagte Filterfläche von einem Betastrahler durchleuchtet und die Strahlung mit einem Zählrohr erfasst. Die Abschwächung der Strahlung gegenüber einer unbelasteten Filterfläche ist ein Maß für den abgeschiedenen Staub. Über den erfassten Gasvolumenstrom kann somit die durchschnittliche Staubkonzentration ermittelt werden.
Die radiometrische Staubmessung wird sowohl bei der Emissions- als auch bei Immissionsmessungen eingesetzt, wobei der ursprüngliche Anwendungsbereich die Immissionsmessung war. Bei Immissionsmessungen wird im Vergleich zu Emissionsmessungen in der Regel ein längerer Zeitraum benötigt, bis eine ausreichend große Staubmenge auf der Filterfläche gesammelt wurde. Bei Immissionsmessungen beträgt die minimale Sammeldauer ungefähr eine Stunde. Die beaufschlagten Filter sind nach der Messung für eine Elementaranalyse verwendbar. Messgeräte, die nach dem Prinzip der radiometrischen Staubmessung arbeiten, können zur automatisch registrierenden Staubmessung eingesetzt werden.
Bei den Strahlungsquellen handelt es sich in der Regel um Krypton-85 oder Kohlenstoff-14. Da die Aktivität der Quellen mit der Zeit nachlässt, werden Absorptionsmessungen vor und nach der Beaufschlagung des Filters vorgenommen und miteinander verglichen.

## Fehlerquellen
Eine ungleichmäßige Staubverteilung auf dem Filter kann ebenso zu fehlerhaften Ergebnissen führen wie Inhomogenitäten des Filters, wobei Filterinhomogenitäten stärkere Auswirkungen aufweisen. Ebenso können radioaktive Stäube zu fehlerhaften Messergebnissen führen. Um Messfehler durch feuchte Gase zu vermeiden, wird die angesaugte Luft in der Regel vorgewärmt.
Bei Emissionsmessungen kann es aufgrund einer nicht an die Messaufgabe angepasste Probenahmegeometrie zu Fehlern kommen.